# Кућа Ранислава Ивановића
Кућа Ранислава Ивановића је грађевина која је саграђена током Народноослободилачке борбе. С обзиром да представља значајну историјску грађевину, проглашена је непокретним културним добром Републике Србије. Налази се у Руми, под заштитом је Завода за заштиту споменика културе Сремска Митровица.

## Историја
У кући Ранислава Ивановића су штампани прогласи и летци и одржавани састанци партијских и војних руководилаца у току Народноослободилачке борбе. Пре Другог светског рата је служила као збиралиште хране за политичке осуђенике затворене у затвору у Сремској Митровици, за њу су везана имена првобораца Јанка Чмелика, Станка Пауновића, Жарка Веселинова и других који су руководили развојем устанка у Срему због чега представља споменик Народноослободилачке борбе. Кућа је стамбена и приземна у облику ћириличног слова Г изграђена на регулационој линији. Масивни зидови од опеке су зидани у продужном малтеру, а кровна конструкција је дрвена. Улична фасада је имала четири дупла двокрилна двострука прозора са надсветлом уоквирена профилисаним малтерским рамом и потпрозорним венцем. На левој страни се налазила дрвена ајнфорт капија која је Заводом јуна 1971. године претворена у пословни простор. Излог и врата су направљени од црне браварије. У централни регистар је уписана 27. децембра 1999. под бројем СК 1554, а у регистар Завода за заштиту споменика културе Сремска Митровица 6. децембра 1999. под бројем СК 117.